# Atheroides serratulus
Atheroides serratulus är en insektsart som beskrevs av Alexander Henry Haliday 1839. Atheroides serratulus ingår i släktet Atheroides, och familjen borstbladlöss. Arten är reproducerande i Sverige.